# Gamaster vallatum
Gamaster vallatum is een zakpijpensoort uit de familie van de Molgulidae. De wetenschappelijke naam van de soort werd in 1978 voor het eerst geldig gepubliceerd door Claude Monniot.